# Gradeț, Sofia
Gradeț (în bulgară Градец) este un sat în comuna Kostinbrod, regiunea Sofia,  Bulgaria. 

## Demografie
Componența etnică a satului Gradeț
     Bulgari (98,65%)
     Nicio identificare (1,34%)
     Altele (0%)
La recensământul din 2011, populația satului Gradeț era de 297 locuitori. Din punct de vedere etnic, majoritatea locuitorilor (98,65%) erau bulgari. Pentru 1,34% din locuitori nu este cunoscută apartenența etnică.